# سامي سميث
سامي سميث (بالإنجليزية: Sammy Smyth)‏ (25 فبراير 1925 في المملكة المتحدة - 23 أكتوبر 2016 في المملكة المتحدة) هو لاعب كرة قدم بريطاني (وحمل سابقاً جنسية المملكة المتحدة لبريطانيا العظمى وأيرلندا) في مركز الهجوم. شارك مع منتخب أيرلندا الشمالية لكرة القدم. أما مع النوادي، فقد لعب مع ستوك سيتي وليسبورن ديستليري ونادي ليفربول ونادي لينفيلد ووولفرهامبتون واندررز وDundela F.C. ‏ ونادي بانغور.

## وصلات خارجية
- سامي سميث على موقع قاعدة بيانات كرة القدم.إي يو (الإنجليزية)
- سامي سميث على موقع ناشيونال فوتبول تيمز (الإنجليزية)